# بازل (فلم)
بازل (بالكورية:두뇌유희 프로젝트 والنطق: peurojekteu, peojeul أو 퍼즐 والنطق: Dodoiyuheui) هو فيلم نيو-نوار جريمة من كوريا الجنوبية لعام 2006، وهو أول فيلم طويل من إخراج كيم تاي هيونغ. يتم استدعاء مجموعة من اللصوص من قبل مخطط مجهول لتنفيذ سرقة بنك، ولكنها تنتهي بفشل محتوم.

## القصة
تبدأ القصة بمشهد لرجل يحترق حياً على أرضية مستودع. يظهر شخص، يغطيه الظلام، مبتعداً عن الجسد المحترق تحت المطر الغزير.
فجأة، تنتقل القصة إلى رجلين وسط سرقة بنك، يقومان بهدوء وفعالية بأخذ كميات من السندات من صندوق ودائع آمن. ينطلق الرجلان مع رفيقين آخرين، بالإضافة إلى رهينة في صندوق السيارة، نحو وجهة غير معلومة بعيداً عن المدينة، لتتضح لاحقاً أنها المستودع ذاته الذي شوهد فيه الرجل وهو يحترق. عند وصولهم، يدخل أحد المجرمين، واسمه ريو، إلى المستودع ليكتشف بذهول أن الرجل الذي كان من المفترض أن يسلموه السندات له أصبح جثة متفحمة في وسط الأرضية. يدخل المجرمون الثلاثة الآخرون ليصدموا أيضاً من هذا المشهد.
تبدأ الأسئلة بالظهور: ما هو خطوتهم التالية؟ هل ينتظرون وصول الشخص الغامض الذي استأجرهم، والذي لم يلتق أي من المجرمين به؟ هل يقومون بتقسيم السندات والهرب؟ لكن سرعان ما تتحول الأسئلة إلى اتهامات عندما يبدأ المجرمون بالتحول ضد بعضهم البعض، مشككين بأن أحدهم قد يكون في الواقع الشخص الذي استأجرهم، والذي قد يكون هو من أحرق الجثة المتفحمة.
يتم سرد بقية القصة من خلال سلسلة من الاسترجاعات التي تشرح الأحداث التي أدت إلى سرقة البنك، والتي تتخللها مشاهد في الحاضر حيث يبدأ المجرمون بالتحقيق مع بعضهم البعض للحصول على إجابات لهذا اللغز المحير...

## طاقم التمثيل
- جو جن مو - ريو
- مون سونغ-كين - هوان
- هونغ سوك-تشون - نو
- كيم هيون-سونغ - جونغ
- بارك جون-سوك - كيو
- كيم داي-ميونغ

## الإنتاج
بدأ فريق العمل تصوير الفيلم وأتموه دون أن تُكتب عنه كلمة واحدة، دون أي ذكر له على التلفاز أو في أي مكان آخر، محافظين على سرية القصة وتجنبوا أي نوع من الدعاية. لم تنجح هذه الطريقة غير التقليدية في التوزيع حيث فشلت في جذب اهتمام كافٍ من المشاهدين لزيادة إيرادات شباك التذاكر.
CJ إنترتينمنت باعت حزمة أربع حكايات رعب وPuzzle إلى Blitz Entertainment لحقوق العرض في إندونيسيا وماليزيا.

## روابط خارجية
- الموقع الرسمي
 (بالكورية)
- Puzzle  في قاعدة بيانات الأفلام على الإنترنت (بالإنجليزية)
- Puzzle على هانسينما